# São Pedro dos Ferros
São Pedro dos Ferros é um município brasileiro no estado de Minas Gerais, Região Sudeste do país. Localiza-se na Zona da Mata Mineira e ocupa uma área de 402,739 km², sendo que 1,6 km² está em perímetro urbano. Sua população foi estimada em 7 634 habitantes em 2021.

## História

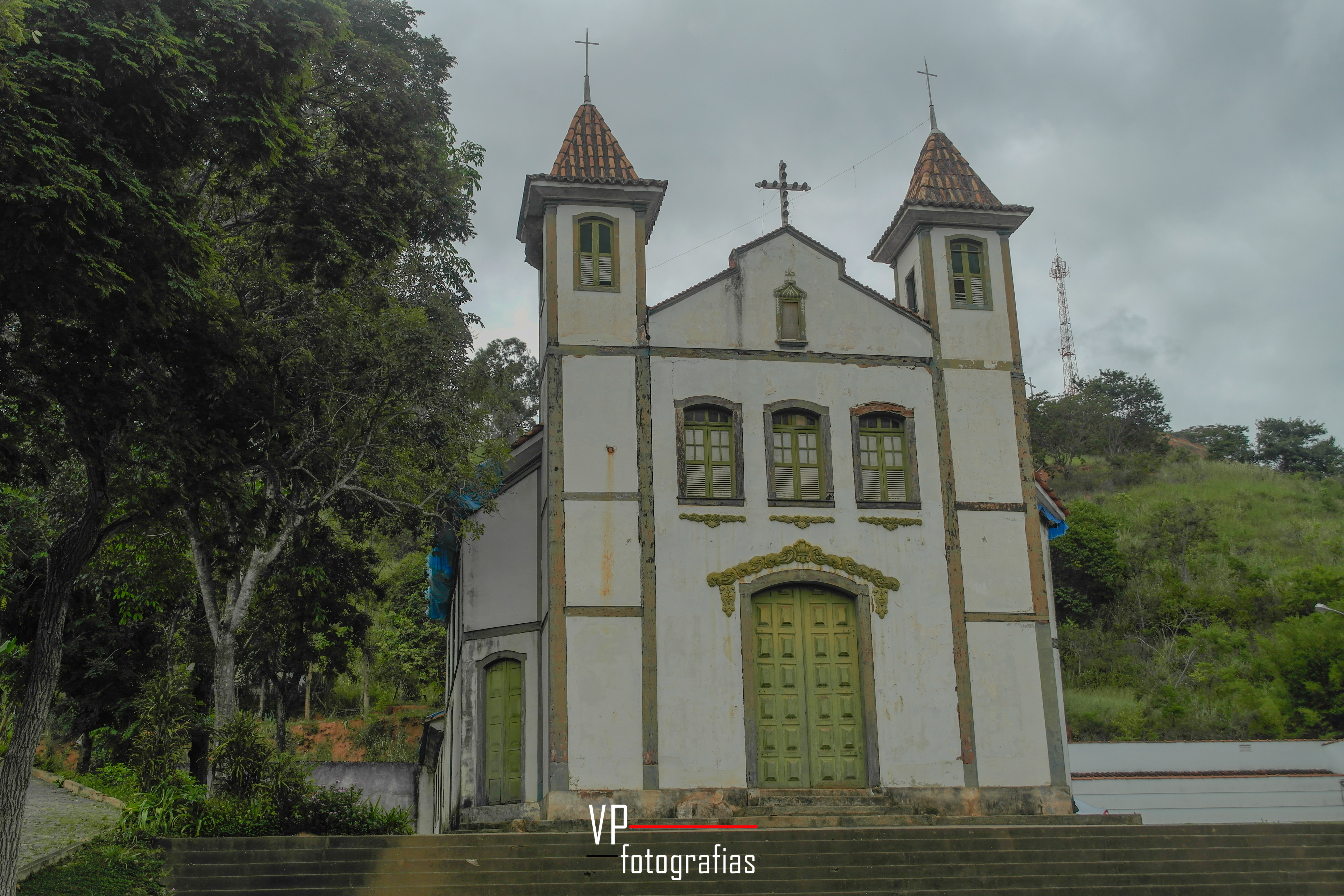
Igreja Sagrado Coração de Jesus

Em 1849, os irmãos Silvério, Manoel e José Rodrigues Ferro, fixaram-se com suas famílias na vertente esquerda do rio Santana. Nesse local construíram uma capela dedicada a São Pedro. Em 1880 foi elevado a distrito. Em 1886, já havia uma notável representação política no município de Ponte Nova, Antônio Alves de Carvalho, foi chefe do Poder Executivo. A emancipação político-administrativa data de 31 de dezembro de 1943, mediante o decreto-lei nº 1.058. O médico Luiz Martins Vieira foi o primeiro prefeito.

## Geografia
Os principais cursos hídricos que banham o município são os rios Casca, Doce, Matipó e Santana e o córrego São Pedro, que banha a zona urbana.

## Economia
A indústria de transformação e a mineração são os principais empregadores de mão de obra juntamente com o setor agrícola, com grande produção de cana-de-açúcar e bovinocultura.

## Turismo
- Antiga Estação Ferroviária[9]
- Igreja Matriz de São Pedro,[10] padroeiro do município.[11]
- Igreja Sagrado Coração de Jesus[10]

## Cultura
São Pedro também é conhecido na região pela realização do Ferrense Ausente, realizada anualmente no parque de exposições da cidade.